# Châteauneuf-les-Martigues
Châteauneuf-les-Martigues är en kommun i departementet Bouches-du-Rhône i regionen Provence-Alpes-Côte d'Azur i sydöstra Frankrike. Kommunen ligger  i kantonen Châteauneuf-Côte-Bleue som ligger i arrondissementet Marseille. År 2022 hade Châteauneuf-les-Martigues 18 364 invånare.

## Befolkningsutveckling
Antalet invånare i kommunen Châteauneuf-les-Martigues
Referens:INSEE